# Willy Kreitz
Willy Kreitz, né le 21 septembre 1903 à Anvers (Belgique) et mort le 3 juillet 1982 à Uccle (Belgique), est un sculpteur  et joueur de hockey sur glace belge.

## Œuvres (sélection)
- Le Seigneur (1936)

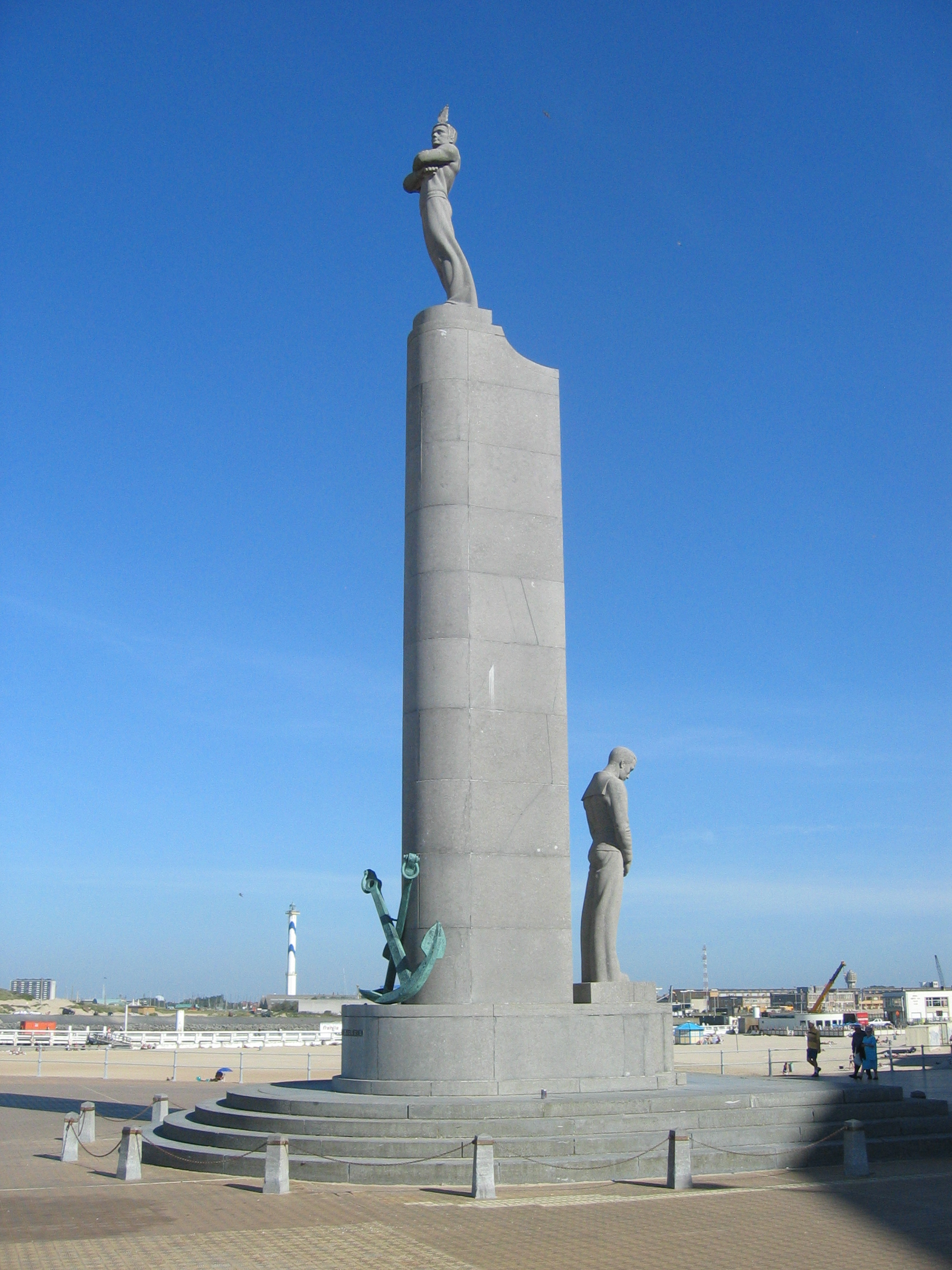
Monument des marins (1953), Ostende.

- Jan Olieslagers (1953), statue Luchthavenlei, à l'aéroport de  Deurne à Anvers
- Monument national aux marins (1953), promenade Albert Ier à Ostende
- Femme assise (1955), musée de Sculpture en plein air, Middelheim, Anvers. Granit bleu. Catalogue Middelheim 1969.
- Sirène (1959), Romain De Vidtspark à Saint-Nicolas (Flandre-Orientale) et Leopoldpark à Ostende
- Dauphin (1959), façade du Feest- en Kultuurpaleis à Ostende
- La femme en deuil (1965)[2], monument aux morts au cimetière Emaus à Vlaardingen
- Monument aux troupes des campagnes africaines (1970)
- Nu assis (1985), Grote Markt à Sint-Niklaas